# شهیدآباد (بهشهر)
شهیدآباد یا تروجن، روستایی است از توابع بخش مرکزی شهرستان بهشهر در استان مازندران ایران.

## جمعیت
این روستا در دهستان کوهستان قرار دارد و براساس سرشماری مرکز آمار ایران در سال ۱۳۹۵، شامل ۱۳۳۶خانوار و جمعیت ۴۱۱۳ نفر بوده‌است. مردم تروجن از قومیت طبری هستند. مردم تروجن به زبان طبری (مازندرانی) سخن میگویند.

## اماکن مذهبی
از اماکن مذهبی میتوان به امام زاده حسین (ع) از هاشمیون اشاره کرد.
غار هوتو و غار کمربند در این روستا قرار دارند. 